# Tatort: Schimanskis Waffe
Schimanskis Waffe ist ein Fernsehfilm aus der Fernseh-Kriminalreihe Tatort der ARD und des ORF. Der Film wurde vom WDR produziert und am 2. September 1990 erstmals im Fernsehen ausgestrahlt. Es handelt sich um die 234. Folge der Tatort-Reihe und die 25. mit den Kommissaren Horst Schimanski und Christian Thanner. Anlässlich des 40. Sendejubiläums des Duisburger Tatorts strahlte der WDR am 15. März 2022 eine in HD abgetastete und digital restaurierte Folge aus.

## Handlung
Während eines Zwischenfalls in Giovanni Salvatores Restaurant kommt es zu einem Schusswechsel zwischen Schimanski und den Mafia-Killern Baretti und Hooken, wobei seine Freundin Renate in die Schusslinie gerät und vom angetrunkenen Schimanski angeschossen wird. Wenig später stirbt sie. Die beiden Gangster entkommen zunächst und Giovanni Salvatore, der verletzt wurde, zieht es vor, sich auf seiner kleinen Yacht auf dem Rhein zu verstecken.
Baretti und Hooken sind ihm jedoch stets auf den Fersen und beobachten, wie Schimanski dem Wirt hilft, ins Krankenhaus zu gelangen. Zuvor aber bittet Giovanni seinen Sohn Mario, einen Koffer in Sicherheit zu bringen. Genau auf diesen haben die beiden Killer es abgesehen. Sie machen Jagd auf Mario und dessen Freund Erwin Spilonska. Christian Thanner, der sich in die Fahndung nach den beiden Tätern einschaltet, wird bei einem gefährlichen Automanöver schwer verletzt. Schimanski,
der nach dem Tod seiner Freundin Renate seine Waffe abgelegt hat, ist nun völlig auf sich allein gestellt. Schimanski hofft über Marios Freundin Martina weitere Informationen zu erhalten und besucht sie. Gerade zu diesem Zeitpunkt trifft ihr Bruder Erwin mit seinem Boot und dem begehrten Koffer ein. Als Schimanski und Martina auf das Boot kommen, rennt Erwin davon und versteckt den Koffer im Gebüsch. Tatsächlich treffen kurz darauf Baretti und Hooken ein und fordern die Herausgabe des Koffers. Um ihrer Forderung Nachdruck zu verleihen, sperren sie Schimanski und Martina im Maschinenhaus des Bootes ein und lassen das Boot untergehen. Erwin greift die Killer mit Steinwürfen an, wobei er Baretti am Kopf verletzt, so dass die sich erst einmal zurückziehen, und kann Schimanski und Martina in letzter Minute aus dem untergehenden Boot befreien. Erwin, der geistig etwas zurückgeblieben ist, hat Mario geschworen, dass er nichts über den Verbleib des Koffers verraten werde.
Wenig später wird Marios Leiche gefunden und sein Vater Giovanni bricht sein Schweigen: er erzählt, dass im Koffer gesammelte Schutzgelder sind, die er behalten wollte. Baretti und Hooken allerdings geben nicht auf und kidnappen Erwin und sperren ihn in eine verlassene Ruine und bauen eine Falle mit einem Tauchsieder in einem Eimer mit Benzin auf. Schimanski lassen sie wissen, wenn er Erwin retten wolle, sei die Bedingung: Koffer gegen Erwins Leben. Schimanski aber gelingt es, sich als Geisel gegen Erwin auszutauschen. Er bittet Erwin, Thanner im Krankenhaus aufzusuchen. Thanner wisse dann schon, was zu tun sei, damit er befreit werden könne. Aber Thanner ist ein Schlafmittel gegeben worden, so dass Erwin beschließt, sich den Koffer zu nehmen und zu improvisieren. Er kehrt zur Ruine zurück, stellt den Koffer vor dieser ab und fordert die beiden Gangster auf, Schimanski freizulassen, was die Gangster auch tun. Als Hooken den Koffer an sich nimmt, explodiert die Benzin-Falle: der Koffer geht auf und das Geld fliegt umher. Baretti wird getötet und Hooken kann festgenommen werden.
Im Krankenhaus geht Giovanni Salvatore in sich und entscheidet sich, der Polizei zur Verfügung zu stehen und die Konsequenzen für sein Handeln zu tragen.

## Hintergrund
Nach Ende der Schimanski-Tatort Ära wurde Klaus J. Behrendt zu einem seiner Nachfolger auserkoren und spielt seit 1992, erst als Assistent von Kommissar Flemming in Düsseldorf, den Ermittler Max Ballauf. Seit 1997 ermittelt er zusammen mit seinem Kollegen Schenk für den WDR-Tatort in Köln.
Der von Paul Vincent und Stefan Waggershausen produzierte Titelsong Stai wurde von Etta Scollo gesungen.

## DVD
Schimanskis Waffe ist Teil der DVD „Tatort: Schimanski – Komplettbox Teil 2. Die letzten 13 Fälle“, herausgegeben am 22. März 2012 von Touchstone, Laufzeit 19 Stunden, 17 Minuten (13 Fälle).

## Kritiken
TV Spielfilm urteilt „Ein starkes Stück über Schmerz und Wut.“
prisma führt aus: „Freundin tot, Thanner schwer verletzt, Sohn des befreundeten Gastwirts ermordet und noch dazu in eine Auseinandersetzung mit der Mafia verstrickt – in dieser Folge des Duisburger ‚Tatorts‘ kommt es für Schimanski alias Götz George knüppeldick. Nach Katjas Schweigen war dies der zweite ‚Tatort‘, den Hans Noever mit dem ungemein populären Duisburger Duo inszenierte. Nach dem Drehbuch, das Noever mit Uwe Erichsen (Die Katze, Tatort – Schönes Wochenende) und Wolfgang Hesse verfasste, entstand ein packender wie actionsreicher Krimi, in dem der bis aufs Blut gereizte Schimanski nicht mehr zu bremsen ist. In frühen Rollen sind hier Nina Petri und Klaus J. Behrendt zu bewundern, der aus Rom stammende Charakterdarsteller Remo Remotti (Falcone – Im Fadenkreuz der Mafia) […] gibt gekonnt den Gastwirt Giovanni.“